# Polska na Halowych Mistrzostwach Europy w Lekkoatletyce 1979
Polska na Halowych Mistrzostwach Europy w Lekkoatletyce 1979 – reprezentacja Polski podczas zawodów w Wiedniu zdobyła sześć medal w tym trzy złote.

## Wyniki reprezentantów Polski

### Mężczyźni
- bieg na 60 m
  - Marian Woronin zajął 1. miejsce
  - Leszek Dunecki zajął 2. miejsce
  - Zenon Licznerski odpadł w półfinale
- bieg na 60 m przez płotki
  - Romuald Giegiel zajął 5. miejsce
  - Jan Pusty odpadł w półfinale
- skok o tyczce
  - Władysław Kozakiewicz zajął 1. miejsce
  - Wojciech Buciarski zajął 5. miejsce
  - Mariusz Klimczyk zajął 6. miejsce
- skok w dal
  - Grzegorz Cybulski zajął 6. miejsce

### Kobiety
- bieg na 60 m
  - Grażyna Rabsztyn odpadła w półfinale
- bieg na 60 m przez płotki
  - Danuta Perka zajęła 1. miejsce
  - Grażyna Rabsztyn zajęła 2. miejsce
- Skok wzwyż
  - Urszula Kielan zajęła 2. miejsce
  - Elżbieta Krawczuk zajęła 7. miejsce